# دارکوب شاهی
دارکوب شاهی (نام علمی: Campephilus imperialis) نام یک گونه از زیرخانواده دارکوبیان است.
این گونه تا انقراض کامل نسلش فاصله زیادی ندارد. این دارکوب بزرگترین گونه از دارکوب‌ها در جهان است که حدود ۵۶–۶۰ سانتی‌متر طول دارد.